# TPC Scottsdale
De TPC Scottsdale is een countryclub in de Verenigde Staten en behoort bij de Tournament Players Club. Het club werd opgericht in 1985, dat een 36-holes golfbaan heeft, waarvan twee 18 holesbanen, en het club bevindt zich in Scottsdale, Arizona.
De twee 18 holesbanen hebben een eigen naam: het Stadium- en het Champions-golfbaan. Het "Stadium"-baan werd ontworpen door de golfbaanarchitecten Tom Weiskopf en Jay Morrish, in 1986, en het "Champions"-baan werd ontworpen door Randy Heckenkemper, in 2007.
Voor het golftoernooi voor de heren gebruikt de club altijd het "Stadium"-baan waarbij de lengte van de baan 6598 m is met een par van 71.

## Golftoernooien
- Phoenix Open: 1987-heden